# Bătălia de la Boyne
Bătălia de la Boyne (engleză Battle of the Boyne, irlandeză Cath na Bóinne) a avut loc în 11 iulie 1690 (după calendarul gregorian)  între cei doi rivali la tronul Angliei, Scoției și Irlandei: catolicul Iacob al II-lea și protestantul William al III-lea sau William de Orania care îl detronase pe Iacob în timpul Revoluției Glorioase, din 1688. Bătălia a constituit o tentativă infructuoasă a lui Iacob de a-și recâștiga tronul. Datorită importanței sale simbolice, este una din cele mai cunoscute bătălii din istoria insulelor britanice. Este comemorată și în zilele noastre de către membri protestanți ai Orange Institution.

## Context

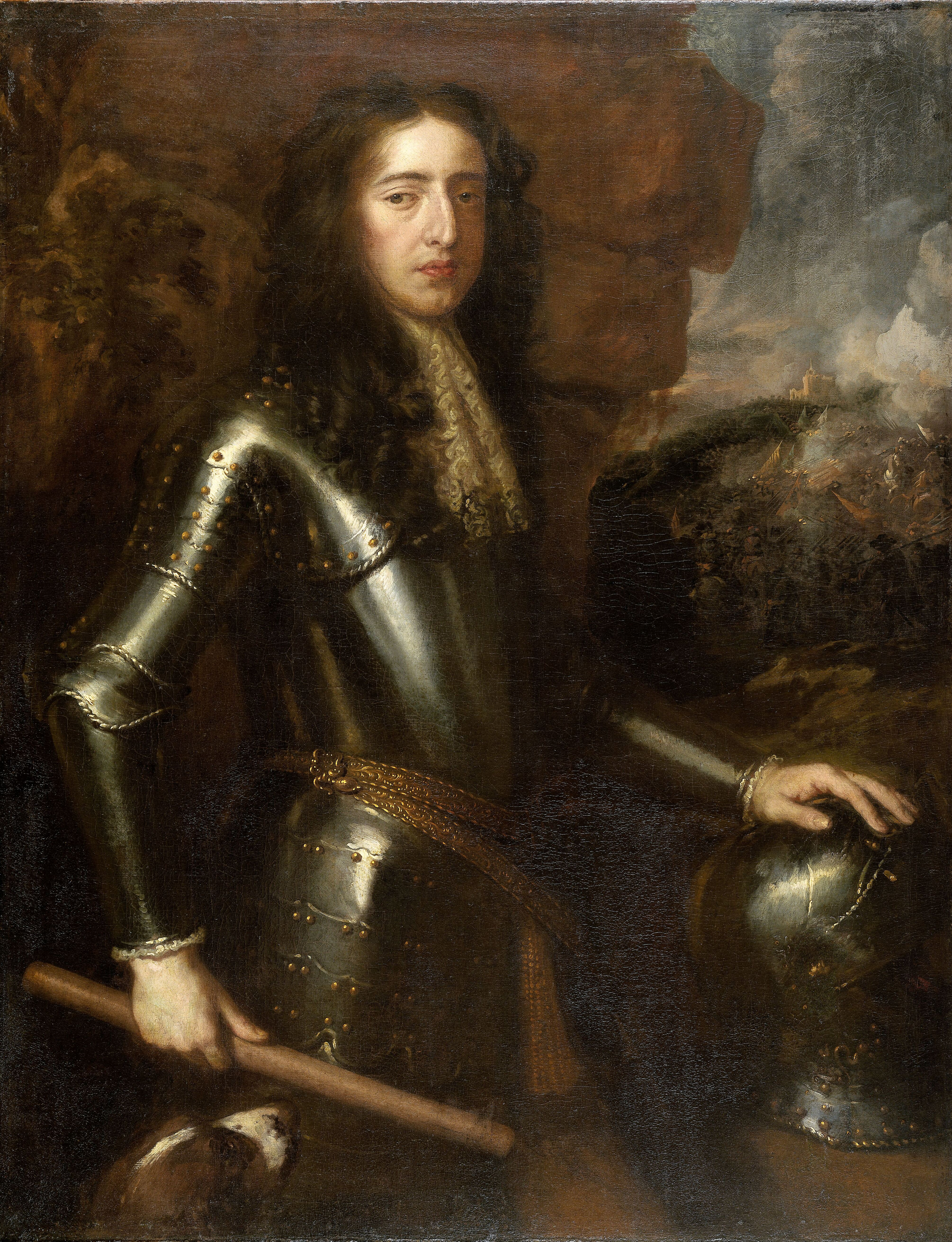
William al III-lea sau William de Orania, rege al Angliei, Scoției și Irlandei, stadtholder al Olandei

Bătălia este văzută ca lupta decisivă într-un război pentru recâștigarea tronului de către Iacob al II-lea detronat în 1688 în urma Revoluției Glorioase de către nepotul și ginerele său protestant, William de Orania. A constituit un moment crucial în lupta dintre irlandezii protestanți și catolici.
„Catolicii luptau pentru teritorii, religie și autonomie față de Anglia, protestanții pentru a-și păstra poziția economică, religioasă și politică și de teama unui masacru Padraig Lenihan, The Battle of the Boyne”
Într-un context irlandez, războiul a fost un conflict etnic și religios, o reluare a revoltei irlandeze din 1641. Pentru irlandezii catolici, Iacob al II-lea însemna șansa de a-și relua poziția în societate - pierdută în timpul războaielor lui Cromwell la jumătatea secolului al XVII-lea. În timpul domniei lui Iacob, catolicii își recâștigaseră dreptul de a deține funcții publice și de a purta arme. La rândul lor protestanții din Irlanda îl susțineau pe William pentru a-și păstra propriile avantaje în societate și deoarece se temeau că întoarcerea pe tron a lui Iacob va purta la o serie de repercusiuni asupra lor și vor fi izgoniți din Irlanda. Majoritatea protestanților din Irlanda se considerau scoțieni sau englezi.

## Forțele opuse

### Comandanții

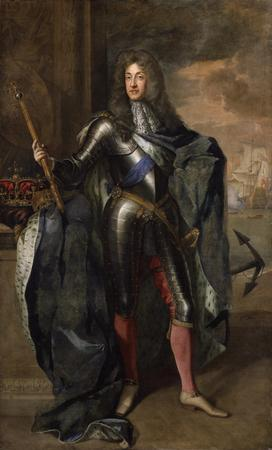
Regele detronat Iacob al II-lea

După înlăturarea sa, catolicul Iacob a găsit refugiu în Franța la verișorul său Ludovic al XIV-lea. În martie 1689 Iacob al II-lea a debarcat în Irlanda, cu scopul de a-și face o bază de plecare pentru recâștigarea regatului. Susținătorii lui Iacob controlau Parlamentul irlandez și mare parte a Irlandei. Era susținut și de Ludovic al XIV-lea, care nu dorea un rege ostil pe tronul Angliei. Iacob era un ofițer experimentat care dovedise curajul în luptă când lupta pentru fratele său Carol al II-lea al Angliei în Europa, în special în bătălia de la Dunes 1658. Cu toate acestea istoricii recenți au constatat că era predispus să intre în panică și să ia decizii pripite când se afla sub presiune, probabil din cauza începutului de demență care a pus stăpânire pe el în anii următori.
William, care fusese deja stadtholder în Tările de Jos, a apelat la trupele olandeze, la aliații din Europa și la Anglia și Scoția. William, deși un comandant experimentat, putea fi cu greu numit unul din marii generali din istorie. Multe din luptele sale s-au terminat în impasuri ,ceea ce a făcut ca mulți istorici moderni să afirme că William nu avea capacitatea de a gestiona armatele în timpul conflictului. Succesele sale împotriva francezilor se bazau mai degrabă pe manevre tactice și pe o bună diplomație decât pe armată. Diplomația sa a ajutat la formarea Marii Alianțe, coaliție multi-națională formată pentru a rezista agresiunii franceze în Europa. Din punctul său de vedere preluarea sa de putere în Anglia și campania ce a urmat în Irlanda, constituia doar un alt front în războiul împotriva lui Ludovic al XIV-lea.

### Armatele
Armata lui William era formată din aproximativ 36000 de soldați de mai multe naționalități. Cam 20000, aflați sub comanda lui Schomberg (mareșalul Armand Frédéric de Schombrg, un hughenot exilat după revocarea Edictul de la Nantes) se aflau în Irlanda deja în 1689. În iunie 1690 William a sosit cu alți 16000 de soldați. Trupele lui William erau în general mult mai bine instruite și echipate decât trupele lui Iacob. Cea mai bună infanterie a lui William, echipată cu cele mai recente muschete, provenea din Olanda și Danemarca. De asemenea avea un mare contingent de hughenoți.
Armata iacobinilor era formată din aproximativ 23500 de soldați. În jur de 6000 erau francezi trimiși de regele Ludovic al XIV-lea, dar cea mai mare parte o constituiau irlandezii catolici. Cavaleria irlandeză recrutată din rândurile micii nobilimi s-a dovedit la înălțime în timpul luptei. Cu toate acestea infanteria era formată în mare parte din țărani fără experiență, instruiți în grabă și puțini dintre ei dispuneau de muschete funcționale. Mare parte erau înarmați cu unelte agricole cum ar fi coase.

## Bătălia

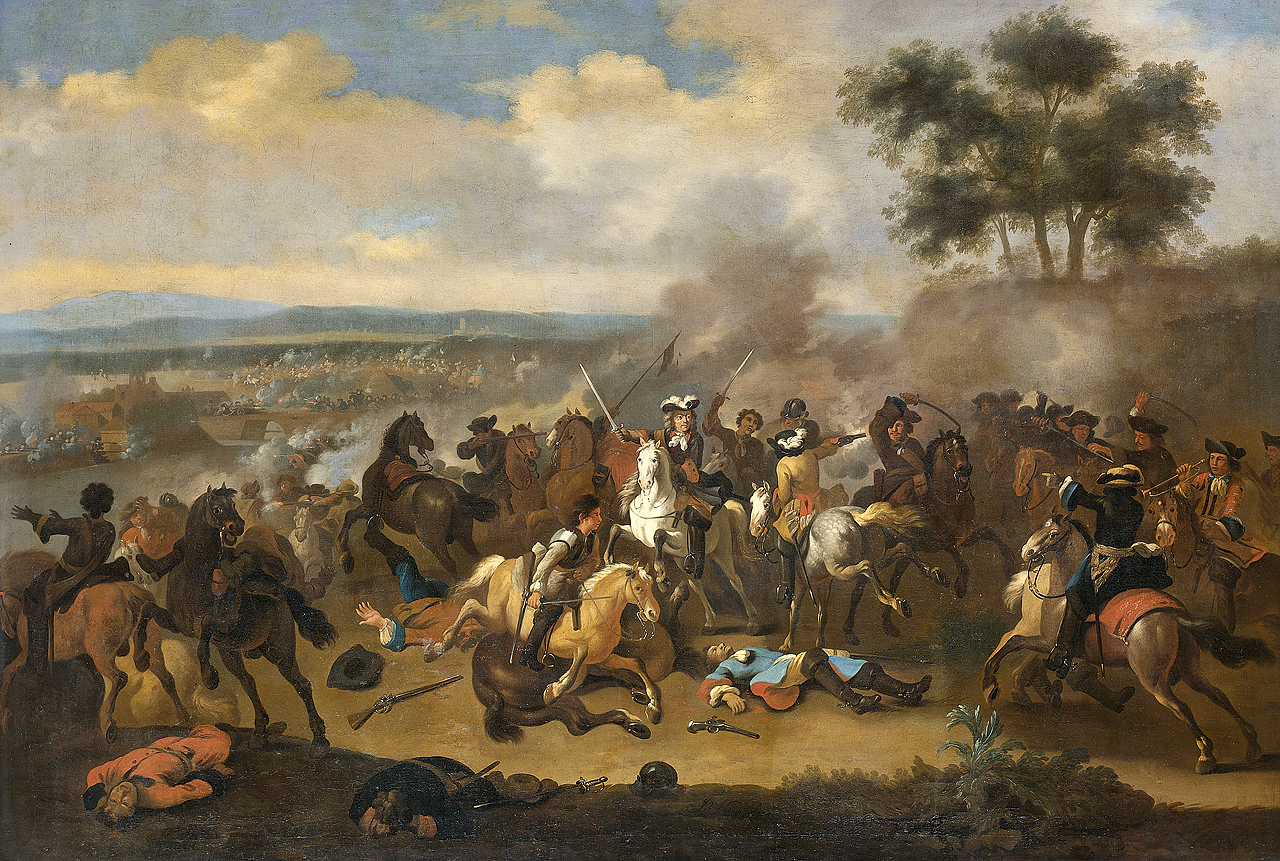
Bătălia de la Boyne 11 iulie 1690 de Jan van Huchtenburg

William a sosit la Carrickfergus în Ulster pe 14 iunie 1690 și a mărșăluit spre sud pentru a lua Dublin. Iacob a ales să-și plaseze linia sa de apărare pe râul Boyne, la aproximativ 48 de km de Dublin. Trupele lui William au ajuns la Boyne pe 29 iunie. Cu o zi înainte de luptă William a fost rănit ușor la un umăr în timp ce topografia vadurile pentru a găsi loc de trecere pentru trupele sale.
Bătălia în sine, a avut loc în vecinătatea orașului Drogheda, pe malurile unui mic fluviu, Boyne. William a trimis un sfert din oamenii săi să treacă râul la Roughgrange, conduși de fiul ducelui de Schomberg, Meinhard. Dragonii irlandezi conduși de O'Neill s-au opus fără succes. Iacob, general neexperimentat, a crezut că i-ar putea învălui și a trimis jumătate din trupele sale și cea mai mare parte a artileriei pentru a contracara această mișcare. Cea ce nu văzuse nici una dintre cele două părți era că exista o prăpastie adâncă și  mlăștinoasă la Roughgrange. Din cauza acestei prăpastii cele două forțe nu au putut să se angajeze în luptă. Forțele lui William au făcut un lung marș de ocol, iar a doua zi aproape le-a tăiat retragerea iacobinilor spre satul Naul. La vadul principal, aproape de Oldbridge, infanteria lui William condusă de elita gărzilor albastre olandeze, folosindu-se de puterea lor de foc superioară au forțat trecerea peste râu pentru a aduce încet înapoi inamicul, dar au fost împiedicați de contra-atacul cavaleriei iacobinilor. După ce și-au asigurat Oldbridge, o parte a infanteriei lui William a încercat să se opună atacului cavaleriei iacobine, dar a fost împrăștiată și împinsă în râu cu excepția gărzilor albastre. În această fază a luptei ducele de Schomberg și Peter Walker , doi dintre comandanții lui William au fost uciși. Trupele lui William nu au reușit să-și continue avansarea până când cavaleria nu a reușit să traverseze râul, apoi a înfruntat cavaleria lui Iacob forțând-o să se retragă și să se regrupeze la Donore unde a opus o dârză rezistență înainte de a se retrage. Iacobinii s-au retras în ordine, cavaleria protejând retragerea restului armatei. Erau demoralizați de ordinul de a se retrage, ceea ce însemna că au pierdut bătălia. Mulți dintre infanteriștii irlandezi au dezertat. Armata lui Iacob a părăsit orașul și s-a retras la Limerick în spatele râului Shannon unde au fost asediați fără succes. William a intrat triumfător în Dublin două zile mai târziu.
După înfrângere, Iacob cu o mică escortă s-a îndreptat spre Duncannon și s-a întors în exil în Franța, chiar dacă armata sa a părăsit câmpul de bătălie relativ neatinsă. Căderea nervoasă a lui Iacob a înfuriat mulți susținători irlandezi care au continuat lupta până la Tratatul de la Limerick din 1691. El a fost poreclit batjocoritor Seamus ori Chaca (Iacob rahat în irlandeză).

## Consecințe
Bucuria victoriei a fost umbrită de înfrângerea flotei anglo-olandeze de către francezi, cu o zi mai devreme în Bătălia de la Beachy Head. A reprezentat prima victorie a Marii Alianțe - prima alianță între statele papale și cele protestante. Astfel a motivat mai multe națiuni să se alăture alianței și a risipit teama de o cucerire franceză a Europei. 
De asemenea a avut o importanță strategică pentru Anglia și Irlanda. A marcat sfârșitul speranței lui Iacob de a se întoarce pe tron printr-o acțiune militară și a asigurat probabil triumful Revoluției Glorioase.
Unii catolici irlandezi luați prizonieri la sfârșitul luptei au fost torturați până când au fost de acord să se convertească la protestantism.
Tratatul de la Limerick a fost foarte generos cu catolicii: acesta le-a permis să-și păstreze proprietățile dacă îi jurau credință lui William. De asemenea spunea că Iacob putea lua un anumit număr din soldații săi și să se întoarcă în Franța. Cu toate acestea protestanții au introdus apoi legi penale. Aceste legi le interziceau catolicilor să profeseze avocatura, să dețină arme și le reducea proprietățile.

## Comemorare
Bătălia de la Boyne este comemorată în Irlanda pe 12 iulie de către Ordinul Orange, care mărșăluiește în fiecare an în cinstea victoriei. Padraig Lenihan sugerează că bătălia este înconjurată de un anumit farmec: doi regi, separați de un râu luptau pentru trei regate. Mai mult, bătălia de la Boyne reprezintă pentru tradiția Whig (liberală) triumful libertății religioase și civile asupra absolutismului. După Revoluția Glorioasă, Parlamentul a reușit pentru prima oară să dețină mai multă putere decât monarhul țării. Bătălia are rezonanță și în rândurile naționaliștilor irlandezi: cei mai mulți irlandezi văd lupta ca pe un pas important în colonizarea britanică a Irlandei. În 1923 membri IRA au aruncat în aer un mare monument pe câmpul unde a avut loc bătălia și au distrus o statuie a lui William al III-lea ce se afla la Trinity College din Dublin, în centru capitalei irlandeze. 

## Legături externe
- Battle of the Boyne